# Triesen
Triesen – gmina (Politische Gemeinde) w Liechtensteinie, w regionie Oberland. Jest trzecią co do wielkości gminą w Liechtensteinie - zajmuje powierzchnię 26,48 km² i zamieszkiwana jest przez 5423 osoby (30 czerwca 2022). Triesen jest jedyną gminą Oberlandu, która nie posiada eksklaw, ani enklaw. Do gminy należą trzy wsie: Lawena, Valüna i Wang.

## Geografia
Triesen leży u zachodniego podnóża Alp Wschodnich. Od doliny Renu, nad którym leży Triesen, teren wznosi się w kierunku szczytu Rätikon. Na terenie gminy znajdują się najwyższe szczyty Liechtensteinu, w tym najwyższy z nich Grauspitz (2599 m n.p.m.). Na terenie gminy leżą źródła drugiej co do długości rzeki Liechtensteinu, Saminy, która uchodzi do rzeki Ill w austriackim Frastanz. 
Na początku większość mieszkańców Triesen osiedlała się na wzgórzach, z powodu licznie występujących powodzi Renu. Dopiero po uregulowaniu i osuszeniu rzeki, większość mieszkańców przeniosła się na dno doliny.

## Historia

### Pierwsze wzmianki
Przez wiele lat sądzono, że pierwsze wzmianki o miejscowości Triesen pochodzą z roku 1150. Natomiast późniejsze badania wykazały, że dokument na którym bazowało to przekonanie był fałszerstwem z końca XIII wieku. Według późniejszych badań, pierwsza wzmianka o miejscowości Trisim pochodzą z okresu od 1094 do 1101. Pochodzenie nazwy Trisun, która potem wyewoluowała w Triesen, nie jest znane.

### Późne średniowiecze i nowożytność
Gmina charakteryzowała się wieloma zależnościami feudalnymi. Od XIV wieku większość wsi była podzielona pomiędzy członków lokalnej szlachty. Później różnymi częściami wsi zarządzały klasztory i lokalni feudałowie. Wśród władców dworskich, najważniejszymi rodzinami były: Herawingert, Meierhof, Mühle i Bad Vogelsang. Ostatnie lenno należące do rodziny Bad Voogelsang upadło dopiero w 1919 roku.
W roku 1888 tama na Renie w Triesen została zerwana. W 1910, 1985 i 1995 r. występowały osuwiska skalne, które przyczyniały się do zniszczeń w gminie. W 1913 roku w Triesen wybuchł pożar, w którym zniszczone zostało kilka domów. Ren był regulowany przez jazy, co osuszyło nadrzeczne gleby.
Triesen najbardziej ucierpiał podczas wojny w Szwabii w 1499 roku, kiedy bitwa odbyła się w okolicy wsi, a sama wieś została następnie spalona. Liczne przejścia i kwatery żołnierzy były dosyć uciążliwe dla mieszkańców Triesen.

## Rewolucja przemysłowa

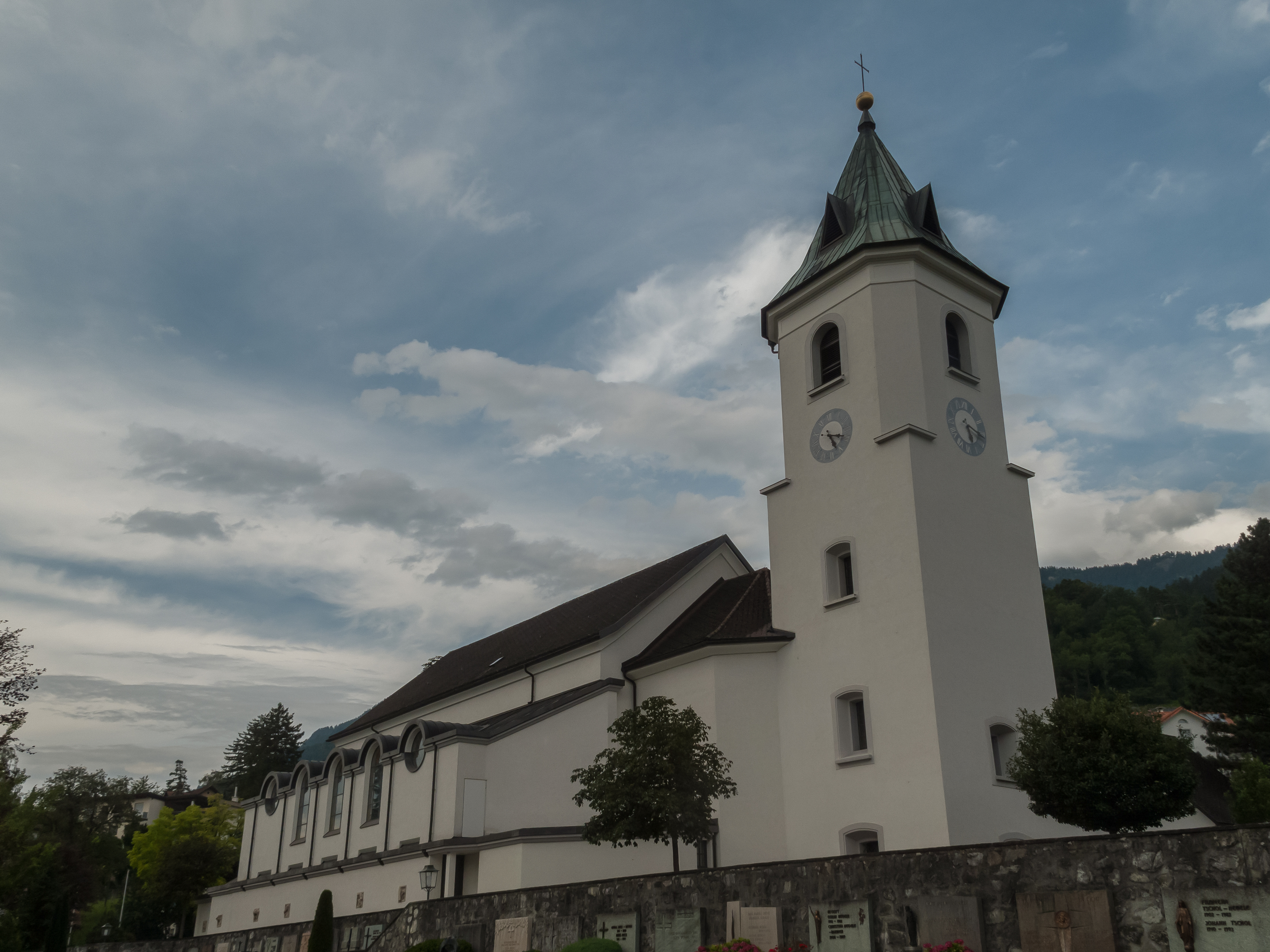
Kościół św. Gawła (St. Gallus)

Rolnictwo musiało zapewniać wyżywienie i środki do życia dla mieszkańców wioski, do końca XIX wieku. Plony były raczej słabe i sytuacje ratowała uprawa winorośli i owoców. Dopiero w XVIII wieku sytuację żywieniową można było poprawić dzięki pojawieniu się kukurydzy i ziemniaków. Niemniej jednak w 1817 r. ludność nadal głodowała. Hodowla zwierząt była bardziej owocodajna. Prowadzona była ona głównie na górskich łąkach (tzw. alpach). Handel pierwotnie był ukierunkowany całkowicie na potrzeby rolnictwa. 
Przemysł pojawił się dopiero w drugiej połowie XIX wieku. Od 1851 r. gmina przyznawała prawa do wody wiejskiego strumienia osobom prywatnym. Dzięki czemu w krótkim czasie powstał na terenie wsi młyn, tartak, czy prasa olejowa. W roku 1863 szwajcarska spółka Kirchthaler-Dürst, chcąc uniknąć austriackich podatków, powołała do życia tkalnię bawełny w Triesen. Dziesięć lat później powstał pensjonat dla robotników. Na początku XX wieku w tkalni pracowało już 300 osób, a Triesen stało się wioską fabryczną.

### Legenda
Według lokalnej legendy Triesen miało być niegdyś pięknym i bogatym miastem. Jednak jego mieszkańcy żyli bezbożnie, za co mieli zostać ukarani. Cała miejscowość została zburzona, a prawie wszyscy mieszkańcy zabici. Przeżyła tylko jedna kobieta z dwójką dzieci. Nie da się ustalić, czy legenda ma podłoże historyczne, ale jedną z przesłanek na ten temat może być fakt, że Triesen stoi na gruzach polodowcowego osuwiska.

## Herb i flaga Triesen
Herb Triesen od 1956 roku stanowi tarcza z trzema nałożonymi srebrnymi kosami na niebieskim tle. Również od tamtego czasu Triesen używa niebiesko-białej flagi.

## Zabytki
- kościół św. Gawła (St. Gallus), wybudowany w 1455 r. i odbudowany w 1994 r.
- kaplica św. Mamerta (St. Mamerta), najstarsza kaplica w Liechtensteinie, wybudowana na przełomie IX i X wieku
- kaplica NMP (Marienkapelle), romańska z początku XIII wieku
- dom robotników (Kosthaus) tkalni bawełny Kirchthaler-Dürst zbudowany w 1873 roku
- Gasometer – centrum kultury i sztuki

## Osoby

### urodzone w Triesen
- Franz Burgmeier - były piłkarz, grający na pozycji pomocnika w takich klubach jak FC Vaduz, Darlington F.C., czy FC Basel

### związane z gminą
- Ursula Konzett - urodzona w Szwajcarii, narciarka alpejska, brązowa medalistka mistrzostw świata i igrzysk olimpijskich, mieszka tutaj